# Paraganglion
Een paraganglion (meervoud paraganglia) is een van de orgaantjes die gegroepeerd zijn rond de lange banen van het autonome zenuwstelsel. Het zijn structuren die embryologisch afkomstig zijn uit de crista neuralis maar die geen neuronen zijn. Een voorbeeld is het glomus caroticum, dit is een chemoreceptor ter hoogte van de vertakking van de arteria carotis communis. Deze structuur meet de pH, de O2- en CO2-spanning in het bloed.

## Structuur en functie
Paraganglia zijn samengesteld uit een groep cellen, bekend als chromaffinecellen, die vergelijkbaar zijn met de cellen in het bijniermerg. Deze cellen hebben het vermogen om hormonen te produceren, zoals adrenaline en noradrenaline, die een rol spelen bij de reactie van het lichaam op stress en de regulatie van de bloeddruk.
De chromaffinecellen in de paraganglia worden gestimuleerd door het sympathische zenuwstelsel om hormonen vrij te geven in de bloedbaan. Deze hormonen, ook bekend als catecholamines, binden zich aan receptoren op doelorganen en veroorzaken verschillende fysiologische reacties, zoals verhoogde hartslag, vernauwing van bloedvaten en verhoogde bloeddruk.
Naast hun endocriene functie kunnen paraganglia ook een rol spelen bij de zuurstof- en CO2-regulatie in het lichaam. De carotislichaampjes, bijvoorbeeld, bevinden zich in de buurt van de splitsing van de halsslagader en zijn betrokken bij het detecteren van veranderingen in het zuurstof- en CO2-gehalte in het bloed. Deze informatie wordt naar de hersenen gestuurd en helpt bij het reguleren van de ademhaling en de bloeddruk.

## Klinische betekenis
Paraganglia kunnen verschillende aandoeningen en tumoren ontwikkelen, waaronder paragangliomen en feochromocytomen. Paragangliomen zijn meestal goedaardige tumoren die ontstaan in de paraganglia en kunnen voorkomen in verschillende delen van het lichaam, zoals het hoofd, de nek en de buikholte. Feochromocytomen zijn tumoren die zich vormen in het bijniermerg en ook catecholamines produceren.
De symptomen en behandeling van paragangliontumoren kunnen variëren afhankelijk van hun locatie en grootte. Ze worden meestal gediagnosticeerd met behulp van medische beeldvormingstechnieken, zoals een CT-scan of een MRI. De behandeling kan chirurgische verwijdering van de tumor omvatten, gevolgd door follow-up zorg om de hormoonproductie te controleren.